# Afromiresa ustitermina
Afromiresa ustitermina är en fjärilsart som beskrevs av George Francis Hampson 1910. Afromiresa ustitermina ingår i släktet Afromiresa och familjen snigelspinnare. Inga underarter finns listade i Catalogue of Life.